# John Moses Browning

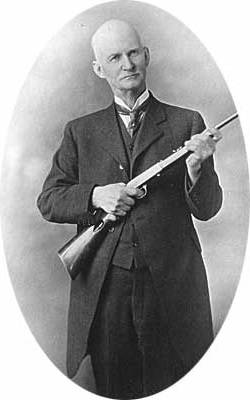
John Moses Browning

John Moses Browning (* 23. Januar 1855 in Ogden, Utah, USA; † 26. November 1926 in Lüttich, Belgien) war ein US-amerikanischer Erfinder, Entwickler und Hersteller von Waffen. Er erlangte im Laufe seines Lebens 128 Patente zur Waffentechnik.

## Leben
Vater Jonathan Browning hatte eine Büchsenmacherei bzw. ein Waffengeschäft in Ogden. Er war einer der tausenden mormonischen Pioniere, die 1846/47 aus Nauvoo/Illinois ins Salzseetal in Utah um ihr Leben flohen. Er war ein begeistertes Mitglied der Kirche Jesu Christi der Heiligen der Letzten Tage, die heute noch ihren Hauptsitz in Salt Lake City hat.
John Moses Browning baute im Oktober 1869 aus Ersatzteilen eine Büchse für den Geburtstag seines Bruders. Im Frühjahr 1878 begann er mit der Arbeit an seiner ersten Einzelladerbüchse. Die Anmeldung zum Patent der Einzelladerbüchse wurde am 12. Mai registriert, am 7. Oktober 1879 wurde es als US-Patent 220271 erteilt.
Er war seit dem 10. April 1879 mit Rachel Theresa Child verheiratet. 1880 gründete Browning mit Hilfe seiner Brüder eine Waffenfabrik. Ab dem 28. März 1887 ging Browning für zwei Jahre als Missionar für die Mormonen nach Georgia.
Am 26. November 1926 verstarb John Moses Browning an einem Herzinfarkt in seinem Büro bei der Fabrique Nationale d’Armes de Guerre in Lüttich.

## Meilensteine & Patente

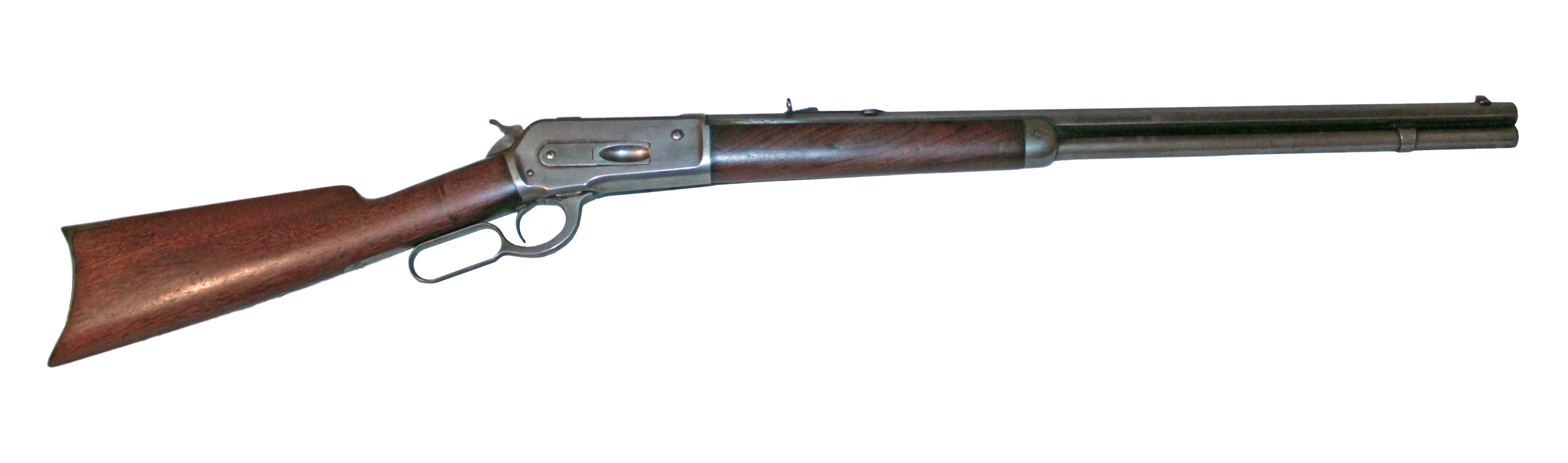
Winchester Model 1886

Die Anmeldung für das Patent einer Zylinderverschluss-Repetierbüchse mit Röhrenmagazin wurde am 20. März 1882 registriert. Am 13. September 1882 meldete er ein Patent für Unterhebelrepetierer mit Röhrenmagazin und außenliegendem Hammer an, was zur Entwicklung diverser Winchestergewehre führte (Siehe Winchester-Entwicklungen von Browning).
Im Frühjahr 1883 schloss Browning eine Allianz mit T. G. Bennet, Vize-Präsident und Geschäftsführer von Winchester Repeating Arms Company. Die Rechte an einem von ihm entwickelten Einzellader mit Fallblock und Unterhebelbetätigung gingen an Winchester. Diese Waffe wurde unter dem Namen Winchester 1885 bekannt. Am 26. Mai 1884 meldete Browning ein Patent für einen weiteren Unterhebelrepetierer an, das ihm im Oktober 1884 mit US-Patent 306577 erteilt wurde. John und sein Bruder Matt reisten nach New Haven, um die Waffe auszuliefern. Die Waffe wurde als Winchester 1886 legendär. Im Gegensatz zu den bisher hergestellten Winchestergewehren mit Kniegelenkverschluss hat sie zwei Verriegelungskeile, die seitlich in entsprechende Aussparungen im Systemkasten verriegelten, was die Verwendung von wesentlich stärkeren und vor allem längeren Patronen erlaubt. Das kleinere Modell 1892 verschoss Patronen, die auch in den damaligen Revolvern verschossen wurden.
Am 16. Februar 1886 wurde Browning das Patent 336.287 für eine als Unterhebelrepetierer ausgelegte Flinte erteilt. Diese wurde als Winchester Modell 1887 bekannt und war die erste funktionierende Repetierflinte.
Am 13. Dezember 1887 meldete er einen Vorderschaftrepetierer im Kaliber .22 zum Patent, das ihm am 26. Juni 1888 als US-Patent 385.238 erteilt wurde. Die Waffe kam unter dem Namen Modell 1890 auf den Markt und wurde ein sehr großer Erfolg.
Im Herbst 1889 begann Browning mit der Entwicklung erster Modelle, die expandierende Gase für den Repetiervorgang der Waffe nutzten. Die Entwicklung brachte er am 6. Januar 1890 zur Patentanmeldung für das Prinzip der Gasdrucklader.
Am 30. Juni 1890 meldete er ein Patent für einen Vorderschaftrepetierer an. Dieses Gewehr wurde unter den Namen Winchester Modell 1897 und Modell 1898 vermarktet. Am 3. August 1891 meldete Browning die Patente für zwei verschiedene Gasdrucklader an.

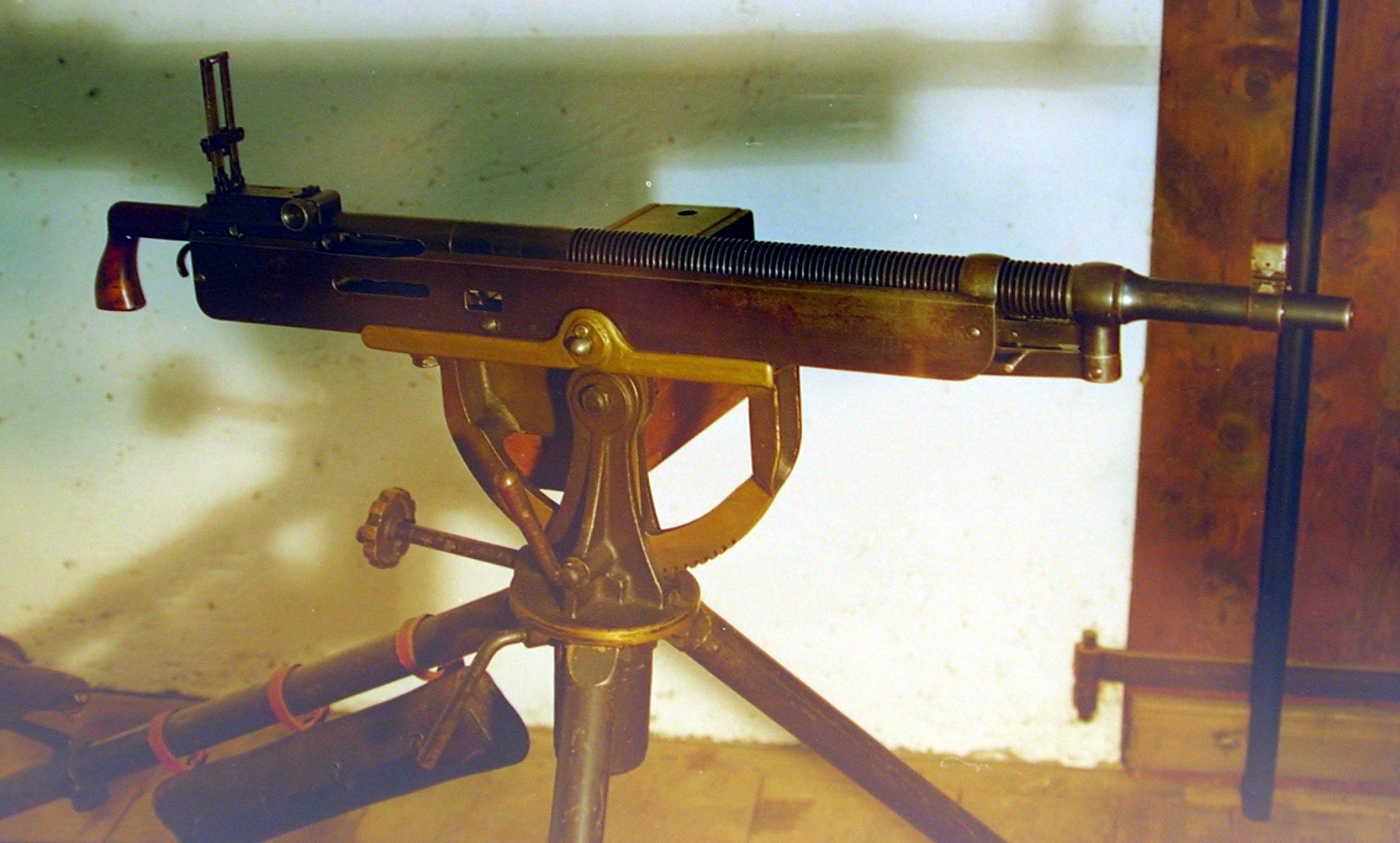
Colt-Browning M 1895

Am 7. November 1892 meldete Browning ein Maschinengewehr zum Patent an. Das Colt-Browning M1895 - Maschinengewehr war ein Gasdrucklader und bekam im Spanisch-Amerikanischen Krieg den Namen „Potato Digger“, da beim Schießen ein Hebel, der den Gaskolben trug, unter dem Lauf hin und her pendelte und an eine Schaufel zum Ausgraben von Kartoffeln erinnerte.
Mit seiner Patentanmeldung vom 19. Januar 1894 für die erste Sport-Repetierwaffe mit rauchschwachen Pulver, die unter dem Namen Winchester Modell 1894 bekannt wurde, gelang einer der größten Erfolge von Winchester. Bereits 1928 wurde die Millionengrenze überschritten. Sie ist eine Weiterentwicklung des Modell 1886 mit einem Verriegelungskeil und wurde vor allem zur Jagd eingesetzt.

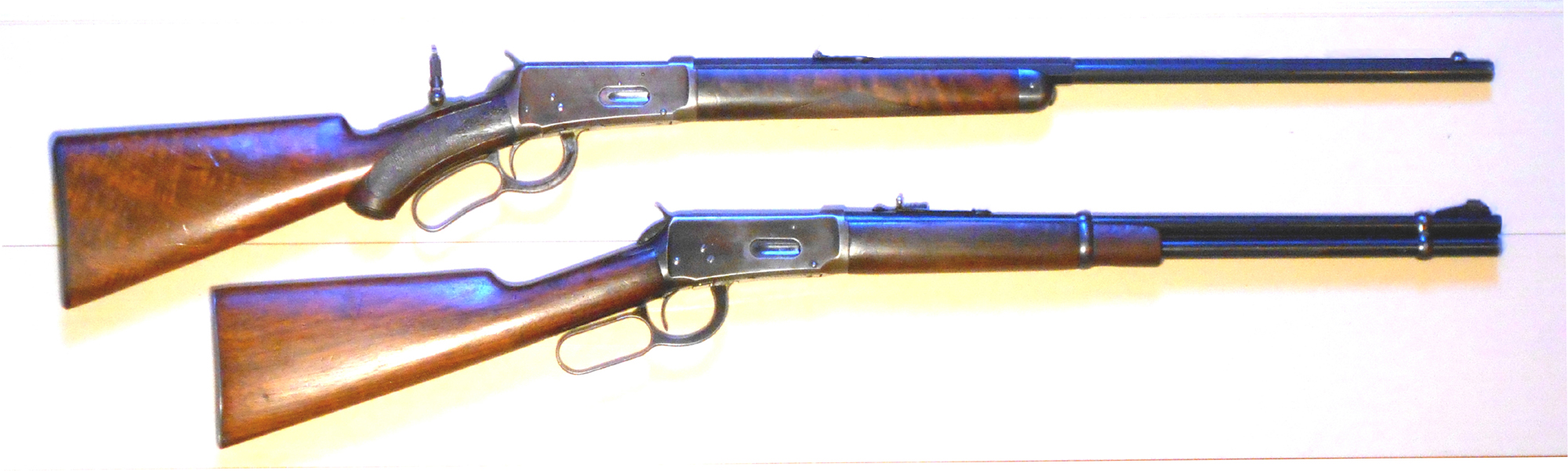
Winchester Mod 1894, oben Luxus-Rifle, hergestellt 1896, unten Karabiner, hergestellt 1948

Am 19. November 1894 meldete Browning einen Unterhebelrepetierer mit festem Kastenmagazin zum Patent an. Diese Entwicklung war speziell für Munition mit spitzen Geschossen gedacht, die im Röhrenmagazin wegen einer möglichen Selbstzündung zu gefährlich waren. Die Produktbezeichnung lautete Winchester Modell 1895. Am 14. September 1895 reichte er den Entwurf einer halbautomatischen Pistole zur Patentanmeldung ein. Am 31. Oktober 1896 erging die Anmeldung von drei Pistolen mit beweglichem Schlitten.
Ein Vertrag zwischen Browning und der belgischen Waffenschmiede Fabrique Nationale d’Armes de Guerre (kurz FN) vom 17. Juli 1897 sicherte dieser das Recht, eine Pistole mit beweglichem Schlitten im Kaliber .32 für den Markt außerhalb der USA zu bauen. Die Produktion begann 1899.

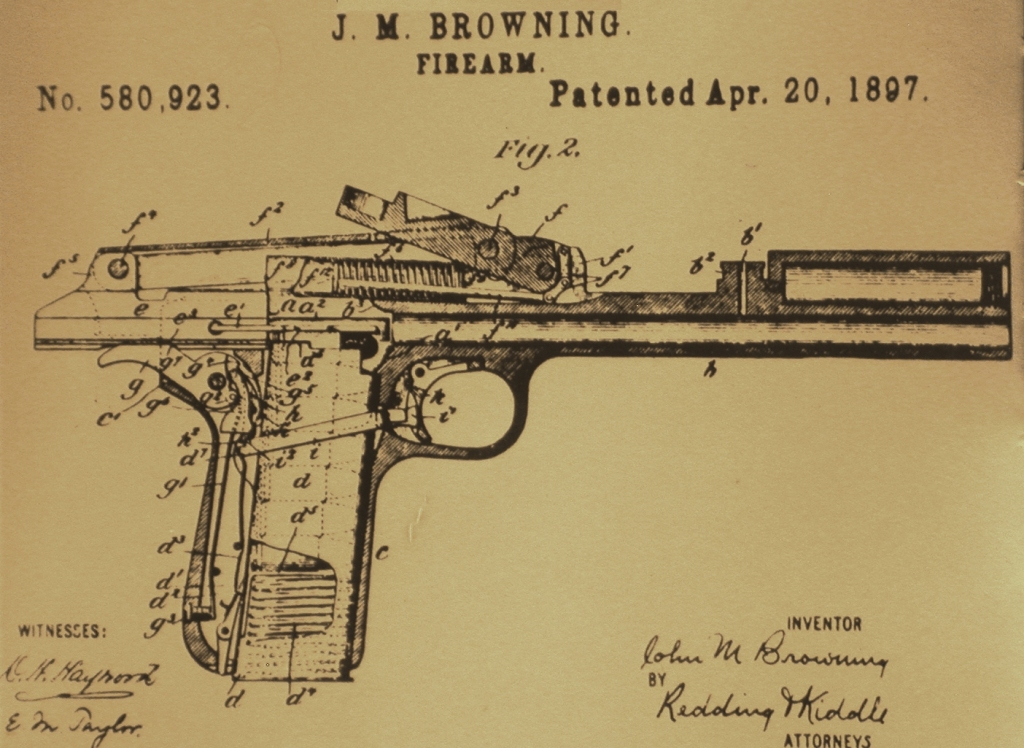
Brownings frühestes Patent einer Selbstladepistole

Bereits vor 1895 entwarf Browning eine Selbstladepistole mit verriegeltem Verschluss, bei der das Magazin im Griff untergebracht war. Die Waffe, ein Gasdrucklader, funktionierte nach dem gleichen Prinzip wie das Colt-Maschinengewehr Modell 1895, der „Potato Digger“. Einen Tag vor dem Unabhängigkeitstag, am 3. Juli 1895, führte er den von ihm hergestellten Prototyp John Hall, dem Vizepräsidenten von Colt, und Carl Ehbets, dem Chefingenieur der Firma, vor. Die Waffe ging nie in Produktion, und Browning führte bereits Anfang 1896 einen neuen Prototyp vor, diesmal einen Rückstoßlader, der 1900 in Serie ging. Beide Waffen wurden am gleichen Datum, dem 20. April 1897 patentiert, der Gasdrucklader unter Pat. No. 580,923 und der Rückstoßlader unter Pat. No. 580,924.
Eine der wichtigsten Erfindungen von Browning war das Browning-Verriegelungssystem für Selbstladepistolen. Colt brachte im Februar 1900 mit der Colt Modell 1900 eine von Browning entworfene halbautomatische Pistole auf den Markt. Dies war die erste halbautomatische Pistole in den USA und der Vorläufer der amerikanischen Armeepistole Colt M1911 im Kaliber .45 ACP. Die Browning-Pistolen wurden weltweit kopiert und fanden in den meisten Armeen Anwendung.
Am 8. Februar 1900 meldete Browning die ersten vier Patente der Browning Auto 5 an. Die Produktion bei FN begann 1903, bei Remington Arms 1905.
Etwa gleichzeitig entwickelte John Moses Browning ein Gewehr für Kleinkaliberpatronen mit abnehmbaren Lauf und patentierte es 1914 (U.S. Patent 1083384, Jan 6, 1914).  Diese FN-Browning Selbstladegewehr cal 22 genannte Waffe wurde ab 1914 von der FN Herstal in Belgien und in den USA von Remington Arms hergestellt.
Die erste Großkaliber-Selbstladebüchse erhielt am 6. Oktober 1900 das Patent 659.786. Die Produktionsrechte für die USA erhielt Remington, und 1906 erschien die Büchse als Modell 8.
Anfang des 20. Jahrhunderts entwickelte er für die US-Truppen die mittleren Maschinengewehre Mod. 1917 und Mod. 1919 im Gewehrkaliber .30-06 und als weitere Abwandlung das schwere M2 im Kaliber .50 (12,7 mm). Das Mod. 1919 war bis zu seiner Ablösung durch das M60 zu Zeiten des Vietnamkrieges das Standardmaschinengewehr der US-Streitkräfte und ist noch heute bei diesen sowie bei vielen weiteren Armeen, u. a. der Bundeswehr, weltweit im Einsatz. 1918 entwickelte er das leichte MG B.A.R, das ebenfalls bis in den Vietnamkrieg hinein Standardwaffe der US-Truppen blieb.
Das Kaliber 12,7 × 99 mm NATO (oder auch .50 BMG: Browning Machine Gun) wurde von ihm entwickelt.
Die letzte von Browning in Lüttich vor seinem Tod entwickelte Waffe war eine Selbstladepistole, die erst 1935 vom belgischen Ingenieur Dieudonné Saive als Fabrique Nationale GP35 Pistole (GP steht für Grande Puissance) fertiggestellt wurde. Diese Waffe ist heute unter dem Namen FN Browning High Power bekannt.